# Leyton Orient Football Club
Maillots
Actualités
Le Leyton Orient Football Club est un club de football anglais fondé en 1881 basé à Londres qui évolue depuis la saison 2023-2024 en EFL League One (troisième division anglaise). Le Leyton Orient est actuellement entrainé par Richie Wellens et joue ses matchs au Brisbane Road.

## Histoire du club

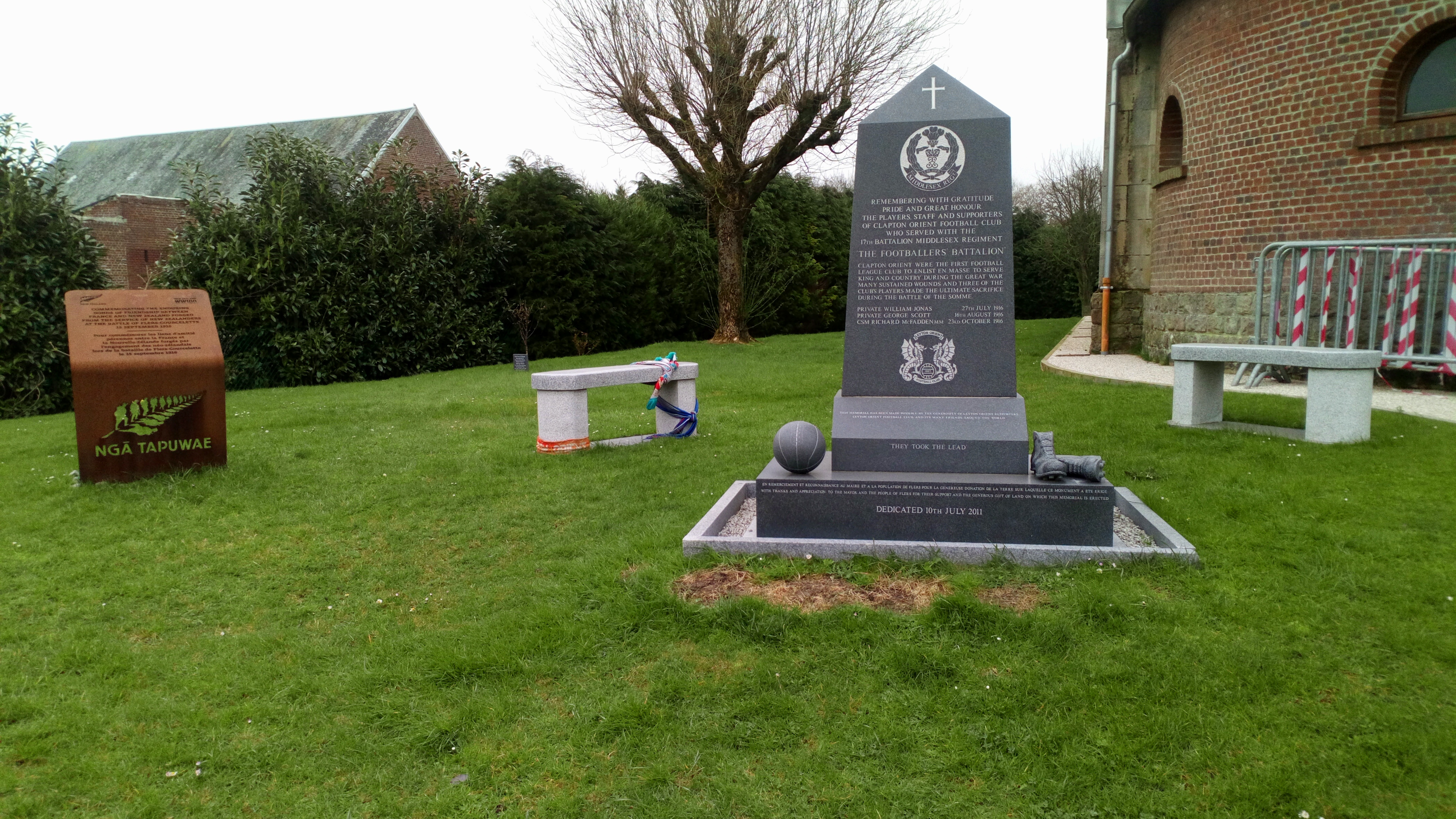
Monuments aux morts à Flers en hommage aux joueurs du club mort pendant la Première guerre mondiale.

### Dates clés
- 1881-1886 : Fondation du club sous le nom de Glyn Cricket and Football Club
- 1886 : Le club est renommé Eagle FC
- 1888 : Le club est renommé Orient FC
- 1888 : Le club est renommé Clapton Orient
- 1903 : Adoption du statut professionnel
- 1946 : le club est renommé Leyton Orient FC
- 1966 : le club est renommé Orient FC
- Depuis 1987 : le club est renommé Leyton Orient FC

En 2014, le président du club, Barry Hearn, vend le club à l’homme d'affaires italien Francesco Becchetti, qui survit à deux relégations et onze entraîneurs pendant trois ans[réf. nécessaire]. Nigel Travis et Kent Teague rachètent le club en 2017, ce qui mène à une période plus stable.
La saison 2018-2019 est une saison de grand succès pour le club sous la direction de l’entraîneur Justin Edinburgh : le club remporte le Championnat d'Angleterre de cinquième division, et atteint la finale du FA Trophy, qu'il perd contre AFC Fylde et est promu dans la division supérieure. En effet, la saison 2019-2020 en League Two est la première saison en English Football League depuis la saison 2016-2017.
À l'issue de la saison 2022-23, le Leyton Orient FC est promu en League One (troisième division anglaise)

## Palmarès
- Championnat d'Angleterre de football de deuxième division :
  - Vice Champion : 1962

- Championnat d'Angleterre de football de troisième division :
  - Champion : 1970

- Championnat d'Angleterre de football de D3-Sud : 
  - Champion : 1956

- Championnat d'Angleterre de football de D3-Sud : 
  - Vice Champion : 1955

- Championnat d'Angleterre de football de quatrième division : 
  - Champion : 2023

- Champion d'Angleterre de cinquième division
  - Champion : 2019

### Joueurs emblématiques
- Peter Shilton
- Chris Bart-Williams
- Paul Beesley
- Jamie Clapham
- Charlie Daniels (football)
- Moses Odubajo
- Kevin Lisbie
- Jobi McAnuff
- Frédéric Cadiou
- Yohann Lasimant
- Amara Simba
- Jonathan Téhoué
- Jimmy Andrews
- Paul-José M'Poku
- Philip Mulryne